# Comitê Consultivo sobre Nomes Antárticos
O Comitê Consultivo sobre Nomes Antárticos (ACAN ou US-ACAN) é um comitê consultivo do Conselho sobre Nomes Geográficos dos Estados Unidos responsável por recomendar nomes de características na Antártica. Os Estados Unidos não reconhece as fronteiras territoriais dentro da Antártica, então a ACAN atribuirá nomes às feições em qualquer lugar dentro do continente, em consulta a outros órgãos de nomenclatura nacionais onde apropriado.
A ACAN tem uma política publicada sobre nomeação, baseada em prioridade da aplicação, adequação e o quanto um nome em uso tenha se tornado estabelecido.